# العلا
العلا (مدینه) (به عربی: العُلا) یک شهر و منطقهٔ باستانی در عربستان سعودی است که در استان مدینه و در نزدیکی مداین صالح واقع شده‌است.

## نخستین کنسرت ایرانی در عربستان سعودی
از تاریخ ۶ مارس تا ۷ مارس سال ۲۰۲۰ میلادی کنسرت بزرگ خوانندگان ایرانی در جشن زمستانیِ پادشاهی عربستان سعودی و در شهر العلا برپا شد. ابی، لیلا فروهر، شهرام شب‌پره، شادمهر عقیلی، اندی، آرش و ساسی در این کنسرت به‌عنوان خواننده حاضر شدند.